# 1000 secondes
1000 secondes est une émission télévisée belge, présentée par Agathe Lecaron, puis par Sandrine Dans et le chef Yves Mattagne, diffusée sur RTL-TVI.

## Présentation
Chaque semaine, la présentatrice et Yves accueillent un invité et lui préparent un menu raffiné en moins de 1 000 secondes. Ce menu comporte une entrée, un plat principal et un dessert pouvant être réalisés chez soi et accessibles à toutes les bourses.